# فرودگاه بین‌المللی کلیولند هاپکینز
فرودگاه بین‌المللی کلیولند هاپکینز (به انگلیسی: Cleveland Hopkins International Airport) یک فرودگاه همگانی بهره‌برداری هوایی با کد یاتا CLE است که یک باند فرود بتن دارد و طول باند آن ۲۷۴۳ متر است. این فرودگاه در شهر کلیولند کشور ایالات متحده آمریکا قرار دارد و در ارتفاع ۲۴۱ متری از سطح دریا واقع شده‌است.